# Karl Ferdinand von Königsegg
Karl Ferdinand von Königsegg-Erps (1 november 1696 - Wenen, 20 december 1759) was een Duits bestuurder en diplomaat in Habsburgse dienst.

## Biografie
Hij was de eerstgeboren zoon van keizerlijk kamerheer rijksgraaf Albert zu Königsegg und Rothenfels. Hij werd opgevoed voor de geestelijke stand en werd kanunnik in Straatsburg, maar legde dit ambt in 1718 neer om keizerlijk kamerheer te worden. In 1720 trouwde hij met gravin Hélène van Erps-Boisschot, waarna hij de naam Königsegg-Erps aannam. Uit dit huwelijk kwamen twee dochters en een zoon voort, waarvan slechts de oudste dochter haar vader overleefde.
Graaf Karl Ferdinand was de oudere broer van Maximiliaan Frederik van Königsegg-Rothenfels, keurvorst en aartsbisschop van Keulen. Zijn oom, graaf Jozef van Königsegg, die toen keizerlijk ambassadeur in Parijs was, bracht hem als zijn secretaris in de diplomatie binnen. Van 1725 tot 1728 was hij buitengewoon gezant in Den Haag, nadien was hij aangesteld in Parijs en Madrid, waar hij begin 1730 naar Brussel werd ontboden.
Vanaf 1740 was hij werkelijke geheimraad en ondervoorzitter van de Hoge Raad der Oostenrijkse Nederlanden. In 1742 werd hij opperhofmeester aan het hof van landvoogdes Maria Anna van Oostenrijk en nadien als gevolmachtigd minister de hoogste bestuurder van de Oostenrijkse Nederlanden. Na de dood van aartshertogin Maria Anna werd hij opperhofmeester in Wenen aan het hof van keizerin-weduwe Elisabeth Christine. In 1748 werd hij voorzitter van een instelling bevoegd voor munterij en mijnbouw, de raad bevoegd voor het bestuur van het Banaat en de Illyrische gebieden en nadien voorzitter van de Hofkamer.
In 1744 werd hij opgenomen in de Orde van het Gulden Vlies. Tijdens zijn leven oogstte Königsegg-Erps veel respect. Tijdgenoten beschrijven hem als een ijverige en vlijtige ambtenaar.
- Gemeinsame Normdatei: 116293918
- International Standard Name Identifier: 0000 0000 1057 3428
- Library of Congress Control Number: n2021060578
- Virtual International Authority File: 72141552